# オーラ (イタリア)
オーラ（伊: Ora ; 独: Auer アウアー）は、イタリア共和国トレンティーノ＝アルト・アディジェ州ボルツァーノ自治県にある、人口約3,900人の基礎自治体（コムーネ）。

## 地理

### 位置・広がり

#### 隣接コムーネ
隣接するコムーネは以下の通り。
- アルディーノ
- ブロンツォーロ
- モンターニャ・スッラ・ストラーダ・デル・ヴィーノ
- テルメーノ・スッラ・ストラーダ・デル・ヴィーノ
- ヴァーデナ

## 住民

### 言語
| 言語集団調査（2011年） | 言語集団調査（2011年） | 言語集団調査（2011年） | 言語集団調査（2011年） | 言語集団調査（2011年） |
| ---------------------- | ---------------------- | ---------------------- | ---------------------- | ---------------------- |
|                        |                        |                        |                        |                        |
| ドイツ語               | ドイツ語               |                        | 69.74%                 | 69.74%                 |
| イタリア語             | イタリア語             |                        | 29.59%                 | 29.59%                 |
| ラディン語             | ラディン語             |                        | 0.67%                  | 0.67%                  |

2011年に行われた、住民がドイツ語・イタリア語・ラディン語のいずれの「言語集団」に属するかの調査によれば（ボルツァーノ自治県#言語集団調査参照）、住民の約70%がドイツ語話者であり、イタリア語話者も約30%を占める。